# Système ZW de détermination sexuelle

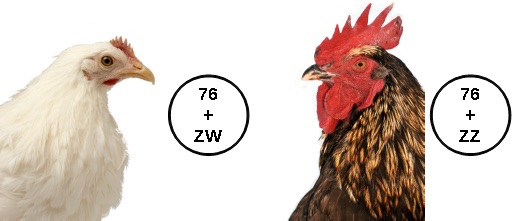
Poule et coq suivent une détermination sexuelle aviaire ZW

Le système de détermination sexuelle de type ZW/ZZ existe pour les oiseaux et quelques poissons, insectes (notamment des papillons) et autres organismes.
Dans le système ZW de détermination sexuelle, les femelles ont deux chromosomes de différentes sortes (ZW), alors que les mâles ont deux fois la même sorte de chromosomes (ZZ). Cependant le schéma général de détermination des sexes est mal connu et très différent de celui observé chez les mammifères thériens, le système XY.
Le système ZW est celui qui détermine le sexe de certains insectes (par exemple les sauterelles et papillons), oiseaux et certains reptiles (varan de Komodo) ainsi que certains crustacés (crevettes d'eau douce). Dans ce système c'est l'ovule qui détermine le sexe de la progéniture au contraire du système XY et X0 où c'est le spermatozoïde. Dans ce système les mâles sont homogamétiques (ZZ) et les femelles hétérogamétiques (ZW). Le chromosome Z est plus grand et possède plus de gènes que le chromosome W.
À ce jour, chez l'oiseau, il n'a pas été découvert d'individus possédant de double chromosome W (ZWW) ou de chromosome Z unique (Z0).
Chez les lépidoptères (papillons) on trouve au contraire des femelles Z0, ZZW et ZZWW. Le chromosome W étant déterminant pour le sexe de la femelle pour certaines espèces (ZZW), comme chez le ver à soie, mais pas pour d'autres (Z0).

## Cas des oiseaux
Bon nombre de particularités ont été observées chez les oiseaux. Les oiseaux ne souffrent pas d'aneuploïdie sur le chromosome W alors que chez l'homme, ces phénomènes sont relativement fréquents. On ne sait pas quelle en est la raison, les fœtus ne sont peut-être tout simplement pas viables. Or ce sont ces maladies qui ont permis de comprendre le phénomène de différenciation chez les mammifères. Par contre, on a observé depuis longtemps des cas d'oiseaux gynandromorphes, c'est-à-dire sexuellement latéralisés (mâle d'un côté et femelle de l'autre). Des cas de triploïdie ZZW sont cependant connus, des poules arborant des caractères sexuels mâles en grandissant. D'autre part des cellules mâles placées dans les ovaires d'un embryon de femelle peuvent produire des ovocytes fonctionnels ; ceci montre qu'aucun gène nécessaire à la production des ovocytes ne se trouve dans la partie hétérogène du chromosome W, sans quoi aucun ovocyte n'aurait pu être produit par ces cellules.
Ce système se caractérise par les faits suivants :
- la différenciation gonadique est en grande partie conditionnée par les œstrogènes, comme chez les autres vertébrés en ZZ/ZW ;
- les profils d’expression des gènes communs aux mammifères et aux oiseaux ne sont pas les mêmes dans les deux lignées ;
- des gènes spécialisés dans la différenciation sexuelle existent.

Les femelles de certaines espèces comme la fauvette des Seychelles sont capables de moduler leur production de gamètes W. En absence de compétition pour la nourriture et le territoire, la femelle a intérêt à produire plus de filles.

## Dragon de Komodo

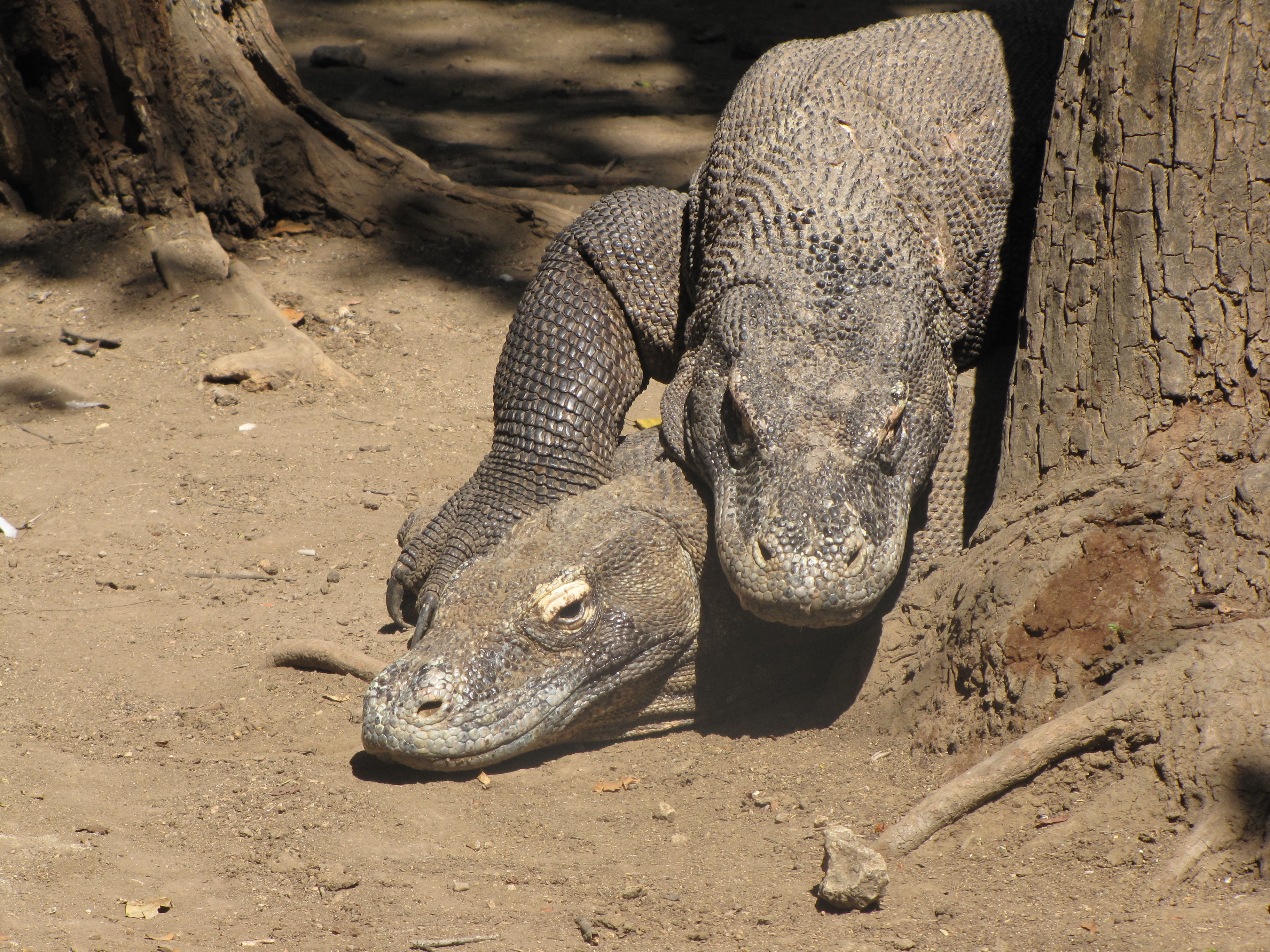
Accouplement de varans de Komodo.

Le Dragon de Komodo femelle (WZ) peut se reproduire seule en produisant un mâle ZZ.